# Dia de la Memòria Transgènere
Fundat per la dissenyadora gràfica, columnista, i activista Gwendolyn Ann Smith seguint l'assassinat el 28 de novembre de 1998 de Rita Hester a Allston, MA, el Dia de la Memòria Transgènere (en anglès Transgender Day of Remembrance, TDoR) recorda eixos morts com a resultat de la transfòbia i destaca la contínua violència suportada per la comunitat trans. El TDoR té lloc anualment el 20 de novembre i ha evolucionat del projecte començat per Smith, Remembering Our Dead (Recordant la Nostra Mort), una vigília celebrada a San Francisco en 1999, fins a un esdeveniment internacional observat en més de 185 ciutats i 20 països de tot el món.